# 大蛇山ばやし
「大蛇山ばやし」（だいやじゃまばやし）は、福岡県大牟田市で開催される祭り「大蛇山」（おおむた『大蛇山』まつり）において踊られる民謡である。

## 概要
作詞は大牟田市立甘木中学校3代校長（1957年4月）安元薫、作曲は「上を向いて歩こう」などで有名な中村八大が手がけている。

## 総踊り
本曲（ほかに「炭坑節」など）に合わせ、約2キロにわたり列をなして踊られる。